# Ludwig Schmidt (Mediziner)
Georg Ludwig Schmidt, zumeist als Ludwig Schmidt oder Ludwig Schmidt-Kehl aufgeführt (* 1. Juli 1891 in Kehl; † 24. Oktober 1941 bei Moskau), war ein deutscher Rassenhygieniker, Mediziner, Parteipolitiker (NSDAP) und Hochschullehrer in der Zeit des Nationalsozialismus. Er leitete zudem das Rassenpolitische Amt der Gauleitung Mainfranken.

## Leben
Ludwig Schmidt, der sich später nach seinem Geburtsort Schmidt-Kehl nannte, war Sohn des Pionierleutnants und späteren Zellstofffabrikanten Georg Ludwig Schmidt. Er absolvierte nach dem Ende seiner in Straßburg mit der Reifeprüfung 1908 abgeschlossenen Schullaufbahn bis 1913 ein Studium der Medizin an den Universitäten Straßburg, Freiburg im Breisgau, Kiel und München. Noch während seines Studiums schloss er sich 1911 der Freiburger Rassehygienischen Gesellschaft an. Nach seinem Medizinalpraktikum am Physiologischen Institut in Freiburg im Breisgau wurde er im Juli 1914 mit der Dissertation Quantitative Ermittlungen über die Funktionsteilung im Sehorgan mit dem Prädikat summa cum laude zum Dr. med. promoviert.
Am Ersten Weltkrieg (1914–1918) nahm er durchgehend als Freiwilliger als Bataillons- und Kompaniearzt an der Westfront teil und wurde u. a. 1915 mit dem Eisernen Kreuz II. Klasse und dem Orden vom Zähringer Löwen II. Klasse ausgezeichnet. Er geriet am 14. September 1918 in britische Kriegsgefangenschaft, aus der er im Januar 1919 entlassen wurde.
Anschließend besuchte er im Sommersemester 1919 physikalische Vorlesungen an der Universität Wien und war danach als Volontärassistent am Physiologischen Institut in Halle an der Saale (Oktober 1919 bis Juni 1920) und an den Hygienischen Instituten in Tübingen (August 1920 bis März 1921) und bis 1924 Freiburg tätig. Am 1. Januar 1925 wechselte er an das Hygiene-Institut der Universität Würzburg, wo er als wissenschaftlicher Assistent unter Karl Bernhard Lehmann beschäftigt war. Mit der Schrift Blutumsatz bei chronischer Bleivergiftung folgte im März 1927 seine Habilitation. Am 3. Dezember 1930 wurde Schmidt an der Universität Würzburg zum außerordentlichen Professor ernannt. Bis zu diesem Zeitpunkt hatte er sich mit physiologischen und hygienischen Untersuchungen beschäftigt, legte nun seinen Forschungsschwerpunkt auf die Rassenhygiene und hielt im Wintersemester 1931/1932 erstmals entsprechende Vorlesungen wie Die Kultur des Abendlandes und die Biologie des Menschen in ihren wechselseitigen Beziehungen.

## Zeit des Nationalsozialismus
Nach der Machtübergabe an die Nationalsozialisten beendete Schmidt Anfang September 1933 seine Tätigkeit am Würzburger Hygiene-Institut und erhielt an der Universität Würzburg einen Lehrauftrag für „Rassen- und Erbpflege“.
Der vom Rektor der Universität Würzburg, Seifert, als „Rassen-Schmidt“ bezeichnete Ludwig Schmidt leitete ab September 1934 das von ihm für den Gau Mainfranken geschaffene Rassenpolitische Amt der NSDAP der Gauleitung Mainfranken und war ärztlicher Beisitzer am Würzburger Erbgesundheitsgericht. Am 28. Oktober 1933 war er der Sturmabteilung (SA) beigetreten, in der er den Rang eines Rottenführers bekleidete und aus der er 1938 wieder ausschied. Am 1. September 1934 trat er der Nationalsozialistischen Volkswohlfahrt (NSV), am 1. April 1936 dem NS-Lehrerbund (NSLB) und am 1. Mai 1937 der NSDAP bei. Beim Nationalsozialistischen Deutschen Dozentenbund (NSDDB) war er Gaukassenverwalter. Zudem gehörte er der Reichsarbeitsgemeinschaft für Raumforschung (Hochschularbeitsgemeinschaft) an der Würzburger Universität an und ab 1936 dem Arbeitskreis Bäuerliche Lebensgemeinschaft beim Reichsnährstand.
Am 1. April 1937 übernahm Schmidt nach Fürsprache durch den Ministerialdirektor Arthur Gütt, der ihm bereits 1935 (auf dem „Internationalen Kongreß für Bevölkerungswissenschaft“ vom 26. August bis zum 1. September in Berlin) eine Anerkennung als „Rassenhygieniker der Universität Würzburg“ zu erwirken empfohlen hatte, als außerordentlicher Professor in Vertretung Lehrstuhl und Institut für Vererbungswissenschaft und Rasseforschung an der Universität Würzburg. In dieser Funktion wurde er von der Medizinischen Fakultät auf Anregung des SA-Obersturmbannarztes Seifert am 1. August 1939 zum planmäßigen außerordentlichen Professor und Vorstand des Instituts ernannt. Eine von Schmidt angeregte Ernennung zum persönlichen Ordinarius wurde von der Medizinischen Fakultät unter dem Dekan Hermann Groll (Ordinarius für Pathologie) im Mai 1937 hingegen ausdrücklich nicht befürwortet. Schmidt, Mitglied des Nationalsozialistischen Deutscher Dozentenbundes, stand ab 1939 an der Universität Würzburg dem am 1. April 1937 neugegründeten und ab 10. Mai 1939 – bis 1942 zusammen mit dem zuvor in der Ludwigstraße 8 befindlichen Rassenpolitischen Amt – in der Klinikgasse 6 (im sogenannten Welzhaus, das Schmidt im November 1938 bezogen hatte) beheimateten Institut für Vererbungswissenschaft und Rasseforschung vor (Dieses Institut wurde 1940 in Rassenbiologisches Institut umbenannt).
Schmidt, der militärische Lehrgänge bei der Wehrmacht absolvierte, nahm 1938 als Angehöriger einer Artillerieabteilung im Zuge des „Anschlusses“ von Österreich und des Münchner Abkommens am Einmarsch in Österreich und das Sudetenland teil. Nach Beginn des Zweiten Weltkrieges wurde er als Oberstabsarzt am 25. August 1939 zum Heer der Wehrmacht eingezogen. Von Anfang September 1939 bis Dezember 1942 übernahm Schmidts Parteigenosse, der Anthropologe und Rassenbiologe Friedrich Keiter, geschäftsführend die Leitung des Rassenbiologischen Instituts in Würzburg, bis Günther Just Schmidt offiziell als Lehrstuhlinhaber nachfolgte. Nach dem Überfall auf die Sowjetunion fiel Schmidt am 24. Oktober 1941 in Russland bei dem Versuch Kriegsverletzte zu retten. (Er wurde in der Nähe von Kalinin erschossen).
Ab 1931 publizierte er zur Erbbiologie, Rassenhygiene und Bevölkerungspolitik. In seinen Schriften zeigt sich z. B. im Zusammenhang mit dem Gesetz zur Verhütung erbkranken Nachwuchses seine Hinwendung vom Sozial- zum „Rassenhygieniker“ und spiegelt den Wechsel vom Fürsorgeprinzip zur Rassenpolitischen Auslese im Nationalsozialismus exemplarisch wider:

„Sozialpolitik, Hygiene und Sozialhygiene, ja Zivilisation und Kultur überhaupt haben unbewusst die natürliche Auslese weitgehend ausgeschaltet und damit die Geburtensiege der Unerwünschten ermöglicht. Die darin liegende Gefahr hat die aristokratisch wertende Rassenhygiene erkannt. Sozialpolitik, Hygiene und Sozialhygiene wird und muss es immer geben in einem Kulturvolk. Es darf aber nicht weiter aus dieser Tätigkeit Gefahr für den Bestand des Volkes drohen. Unzweckmäßig wäre es, im alten Sinne weiterzuarbeiten und Rassenhygieniker mit der nachträglichen Sorge um Schadensvermeidung zu betrauen. Vielmehr muss alle und damit alle sozialhygienische Arbeit im neuen Deutschland […] den Geist des Nationalsozialismus atmen; dieser Geist aber ist auf Rasse gerichtet. Soll das deutsche Volk leben, so muss der Individualismus überwunden werden, das Wohl des Einzelnen darf nicht mehr im Vordergrund stehen […].Auch die Arbeit des Arztes wird eine andere Einstellung erhalten; das individualistische salus aegroti [der Weimarer Systemzeit] wird dem Arzte nur insofern Wegweiser des Handelns bleiben, als dadurch dem Wohle des Ganzen kein Abbruch geschieht: salus populi suprema lex.“

Der nach Wolfgang U. Eckart „eher unbedeutende“ Rassenhygieniker Schmidt-Kehl führte im Rahmen des Dr.-Hellmuth-Plans (der „Aufbauplan“ des Gauleiters Otto Hellmuth) gemeinsam mit seinen Mitarbeitern (etwa Kurt Brost) und Doktoranden (etwa der „ausmerzende“ Maßnahmen befürwortende Bernhard Helming aus Ahlde oder Emil Pfister mit seiner Arbeit über die Rhöndörfer Volkers und Speicherz) erbbiologische Untersuchungen an der Rhönbevölkerung durch, die 1936 publiziert wurden. Das 1948 durchgeführte Verfahren gegen den an der Ostfront gefallenen Schmidt wurde mit der Begründung eingestellt, „daß der Betroffene trotz seines Amtes als Gauamtsleiter reiner Wissenschaftler, aber kein überzeugter Nat.-soz.“ gewesen wäre und die „Gauamtsleitertätigkeit [...] nur der Wissenschaft gewidmet und [...] mit der Partei oder dem Gauleiter nicht das Geringste zu tun“ gehabt hätte.
In der Sowjetischen Besatzungszone wurden seine Schriften Praktische Bevölkerungspolitik in der Rhön (Triltsch, Würzburg 1936) und Wandel im Erb- und Rassengefüge zweier Rhönorte, 1700-1936 (Triltsch, Würzburg 1937) auf die Liste der auszusondernden Literatur gesetzt.
Posthum wurde auf Anordnung vom 7. Mai 1948 des Bayerischen Staatsministeriums für Sonderaufgaben ein Entnazifizierungsverfahren gegen Tote durch die Spruchkammer III Würzburg-Stadt gegen Schmidt-Kehl im August 1948 mit der Begründung, dass „der Betroffene trotz seines Amtes als Gauamtsleiter reiner Wissenschaftler, aber kein überzeugter Nat.-Soz. war“, eingestellt. Ludwig Schmidt war verheiratet, das Paar hatte sechs Kinder.
Zu Schmidts Doktoranden gehörte unter anderem der NS-Arzt Ewald Wortmann.

## Veröffentlichungen (Auswahl)
- Quantitative Ermittlungen über die Funktionsleistung im Sehorgan. Medizinische Dissertation Freiburg 1914.
- mit Emil Abderhalden: Weitere Beiträge zur Kenntnis von organischen Nahrungsstoffen mit spezifischer Wirkung. In: Archiv für die gesamte Physiologie des Menschen und der Tiere. Band 185, 1920, S. 141–146.
- Zur Beurteilung der Wasserversorgungen aus der Nähe von Friedhöfen. In: Zeitschrift für Hygiene und Infektionskrankheiten. Band 95, 1922, S. 347–357.
- Zur Gewerbehygiene des Baumwollspinnereiberufs. In: Archiv für Hygiene. Band 94, 1923, S. 105–135.
- mit Ludwig Schneider und Hermann Zwilling: Die Typhusepidemie in der badischen Heil- und Pflegeanstalt Emmendingen und ihre Bekämpfung. In: Zeitschrift für die gesamte Neurologie und Psychiatrie. Band 98, 1925, S. 283–296.
- Die deutsche Fabrikpflegerin. Berlin 1926 (= Schriften aus dem Gesamtgebiet der Gewerbehyfien. Neue Folge, Band 15).
- Die Bedingungen für die Grenzen der Arbeitsleistung des Menschen. In: Archiv für Hygiene. Band 100, 1928, S. 226–244.
- mit Cecilie Waskwitsch: Die Atmungsfunktion des Blutes bei chronischer und bei akuter Anilinvergiftung. In: Archiv für Hygiene und Bakteriologie. Band 102, 1929, S. 192–201.
- Die Formwechsel der Sarzinen. Erste Mitteilung: Konstantes Auftreten von gramnegativen Stäbchen. In: Archiv für Hygiene und Bakteriologie. Band 103, 1930, S. 235–248.
- Über die Wirkung des Berufs auf die Breitenentwicklung von kräftigen und schwächlichen Jugendlichen. In: Archiv für Hygiene. Band 105, 1931, S. 245–261.
- Fortpflanzung, Vererbung, Entartung – Zukunftsfragen des deutschen Volkes. In: REVETA, 1932, S. 45–48.
- Ueber die Fortpflanzung der Minderwertigen. Verhältnisse auf dem Land in Franken. In: Münchener Medizinische Wochenschrift. Band 80, 1933, S. 1936–1938.
- Über die Fortpflanzung der Minderwertigen. Verhältnisse in Franken. 2. Mitteilung: Verhältnisse in fränkischen Städten. In: Münchener Medizinische Wochenschrift. Band 81, 1934, S. 640–642.
- Die Eingliederung des Erbbiologen in einen Wirtschaftsplan. In: Schriften aus dem Rassenpolitischen Amt der NSDAP bei der Gauleitung Mainfranken zum Dr. Hellmuth-Plan. Verlag Konrad Triltsch, Würzburg-Aumühle 1936. – Einleitungsvortrag auf dem Internationalen Kongreß für Bevölkerungswissenschaft 1935 in Berlin.[22]
- Lebenslauf. Würzburg, 7. März 1937. Abgedruckt in: Ute Felbor: Rassenbiologie und Vererbungswissenschaft in der Medizinischen Fakultät der Universität Würzburg 1937–1945. Königshausen & Neumann, Würzburg 1995, S. 50 f.
- Wandel im Erb- und Rassengefüge zweier Rhönorte. 1700–1936. In: Archiv für Bevölkerungswissenschaft (Volkskunde) und Bevölkerungspolitik. Band 7, 1937 (= Schriften aus dem Rassenpolitischen Amt der NSDAP bei der Gauleitung Mainfranken zum Dr.-Hellmuth-Plan. Band 5), S. 176–199.
- Das Institut für Vererbungswissenschaft und Rasseforschung der Universität Würzburg. In: Würzburger Universitäts-Almanach. 1938, S. 77–80.
- Bilanz der Fortpflanzung: Auslese und Gegenauslese im deutschen Volk. In: Archiv für Rassen- und Gesellschaftsbiologie. Band 33, 1939, S. 111–126.
- mit Friedrich Keiter: Rassenkundliche Untersuchungen an französischen Kriegsgefangenen. In: Zeitschrift für Rassenkunde und die gesamte Forschung am Menschen. Band 14, 1943, S. 30–43.